# Беркеши, Шандор
Ша́ндор Ла́слович Бе́ркеши (венг. Berkesi Sándor; род. 26 декабря 1963) — российский кинооператор венгерского происхождения.

## Биография
Родился в Москве. Служил в армии, работал водителем. В 1995 году окончил кинооператорский факультет ВГИКа (мастера — В. Г. Чумак, В. И. Юсов, Н. А. Васильков, О. К. Арцеулов). Снимал короткометражные и документальные ленты. Первую известность ему принесла операторская работа в фильме «Коктебель» (2003).
Член Союза кинематографистов России.

## Избранная фильмография
- «Коктебель» (2003, Алексей Попогребский, Борис Хлебников
- 4, в соавторстве (2004, Илья Хржановский)
- «Дети Арбата» (2004, Андрей Эшпай)
- «Греческие каникулы» (2005, Вера Сторожева)
- «Свободное плавание» (2006, Борис Хлебников)
- Отрыв (2007, Александр Миндадзе)
- «Танкер „Танго“» (2007, Бахтияр Худойназаров)
- «Сумасшедшая помощь» (2008, Борис Хлебников)
- «Исчезнувшая империя» (2008, Карен Шахназаров)
- «Иван Грозный» (2009, Андрей Эшпай)
- «Короткое замыкание» (2009, Кирилл Серебренников и др.)
- «Сердца бумеранг» (2011, Николай Хомерики)
- «Четвертое измерение» (2012, Алексей Федорченко и др.)
- «Небесные жёны луговых мари» (2012, Алексей Федорченко)
- «Семицветик» (2014, Елизавета Трусевич)
- «Ангелы революции» (2014, Алексей Федорченко)
- «14+» (2015, Андрей Зайцев)
- «Дорога на Берлин» (2015, Сергей Попов)
- «Райские кущи» (2015, Александр Прошкин)
- «Хармс» (2017, Иван Болотников)
- «Частица вселенной» (2018, Алёна Званцова)
- «Хор» (2018, реж. Алёна Райнер)

## Награды и номинации
За фильм «Коктебель»
- номинация на премию «Белый квадрат» за лучшую операторскую работу года

За фильм «Небесные жёны луговых мари»
- XXIV открытый российский кинофестиваль «Кинотавр» в Сочи[1] — приз «За лучшую операторскую работу»
- VII Международный кинофестиваль «Зеркало» имени Андрея Тарковского[2] — специальный приз журнала «Variety» имени Сергея Урусевского за Лучшую операторскую работу
- Премия «Белый слон» Гильдии киноведов и кинокритиков России[3] — премия за лучшую операторскую работу
- Номинации на премию «Ника»[4] за лучшую операторскую работу
- Номинация на премию «Белый квадрат» за лучшую операторскую работу года

За фильм «Ангелы революции»
- номинация на премию «Ника» за лучшую операторскую работу

За фильм «Дорога на Берлин»
- Приз «Лучший оператор» конкурса «ТЭФИ — Бессмертный полк» (2017)

За фильм «Хармс»
- XX Шанхайский международный кинофестиваль — приз «Золотой кубок» за лучшую операторскую работу[5]
- II Уральский открытый фестиваль российского кино (Екатеринбург)[6] — приз за лучшую операторскую работу